# Церковь Иоанна Златоуста (Елец)
Хра́м святи́теля Иоа́нна Златоу́ста (Златоустовская церковь) — православный храм в городе Ельце Липецкой области. Построен в 1872 году как домовая церковь мужского приюта, после революции был закрыт, позже перестроен в швейные мастерские. С 2006 года используется общиной возрождаемого Троицкого монастыря.

## История

### Строительство
История Златоустовской церкви начинается в 1860-х годах, когда на западной окраине города, вблизи мужского Троицкого монастыря и Казанского кладбища, городским управлением Общественного банка был устроен приют для 50 бедных мальчиков мещанского звания и богадельня на 50 стариков с содержанием из ежегодной прибыли учреждения. В 1872 году по благословению епископа Орловского Макария (Миролюбова) на средства елецких купцов между зданиями приюта была выстроена деревянная церковь, оштукатуренная снаружи. В том же году елецким купцом И. И. Калабиным в храме устроен двухъярусный иконостас. Также по желанию Калабина главный престол храма был освящён во имя святителя Иоанна Златоуста. Стараниями многих жертвователей храм обзавёлся утварью и иконами, в том числе богато украшенными серебряными ризами. Тот же И. И. Калабин подарил в приютскую церковь икону в сребропозлащённой ризе с изображением святителя Иоанна Златоуста и святой Пелагеи.

### Закрытие
После революции все домовые храмы Ельца были закрыты, в их числе оказалась и церковь во имя святителя Иоанна Златоуста при мужском приюте и богадельне. В годы советской власти на территории бывшего приюта был размещён детский дом-интернат № 1. В середине XX века деревянная часть храма была разобрана ввиду ветхости, сохранилась только его кирпичная пристройка. Эта пристройка была разделена на два этажа и в ней разместились швейные мастерские интерната.

### Возрождение
В 1996 году сохранившаяся часть Златоустовской церкви была возвращена Русской Православной церкви и передана приходу Казанского кладбищенского храма. В этом же году начались восстановительные работы. Проект реставрации выполнил елецкий архитектор А. В. Новосельцев. В связи с тем, что никаких изображений церкви не сохранилось, было принято решение о восстановлении лишь сохранившейся кирпичной её части.
Проект реставрации был выполнен с учётом форм кирпичной архитектуры последней четверти XIX века: над П-образным выступом с северной стороны устроен шатер, над основным объёмом — купол на низком квадратном основании, увенчанный луковичной главкой с крестом.
В 2006 году храм был передан монашеской общине, поселившейся на территории бывшего Троицкого мужского монастыря. Трудами монашествующих храм был обновлён снаружи и внутри: устроен иконостас, расписаны стены, при входе оборудована звонница. В церкви постоянно совершаются богослужения.

## Священники
- 1872—1873 — Фёдор Архангельский
- 1873—1874 — Александр Успенский
- 1875—1886 — Фёдор Иванович Кутепов
- 1887—1917 — Василий Матвеевич Васильевский